# Contimax
Contimax S.A. – polskie przedsiębiorstwo przemysłu rybnego.
Firma została założona w 1990 w Krakowie. Początkowo koncentrowała się na handlu hurtowym i detalicznym artykułami rybnymi na terenie Krakowa i jego okolic. Produkcję przetworów rybnych pod marką Contimax rozpoczęła pod koniec 1991 roku. Obecnie firma jest producentem o zasięgu ogólnopolskim, zatrudniającym ponad 500 osób. Przedsiębiorstwo jest eksporterem produktów rybnych do 27 krajów w tym Unii Europejskiej oraz USA, Kanady i Australii. W 2010 roku spółka rozpoczęła prace zmierzające do debiutu na Giełdzie Papierów Wartościowych w Warszawie. W roku 2018 ukończyła budowę najnowszego trzeciego zakładu.  

## Asortyment
Contimax to producent delikatesowych przetworów ze śledzia, łososia oraz makreli. Specjalizuje się w produkcji sosów i zalew smakowych do ryb. 
Oferowany asortyment to głównie marynaty ze śledzia, filety śledziowe w sosach i olejach, sałatki rybne, ryby wędzone i owoce morza. Produkuje też ryby wędzone – makrele, łososie, pstrągi, halibuty. 

## Zakłady przemysłowe
Firma posiada trzy zakłady produkcyjne zlokalizowane w Bochni położonej 40 km od Krakowa. W swoich zakładach przedsiębiorstwo posiada wdrożony system zarządzania jakością zdrowotną HACCP oraz uzyskany certyfikat BRC (British Retail Consortium) Global Standard Food,  IFS (International Food Standard), MSC, ASC oraz BIO 

## Nagrody i wyróżnienia
W 2000 roku firma otrzymała wyróżnienie w postaci znaku jakości Q.